# Anonyx ochoticus
Anonyx ochoticus är en kräftdjursart som beskrevs av Gurjanova 1962. Anonyx ochoticus ingår i släktet Anonyx och familjen Uristidae. Inga underarter finns listade i Catalogue of Life.